# Clearwater (фестиваль)
Фестиваль чистої води «Клірвотер» (офіційно — фестиваль «Відродження великої річки Гудзон») — щорічний літній музичний фестиваль, спрямований на захист навколишнього середовища. Серед подібних американських фестивалів цей — найстаріший та наймасштабніший. За більше, ніж тридцять років цей незвичайний захід, який проводиться на вихідних у червні, відвідали понад 15000 людей. Увесь прибуток отримує благодійна та вільна від податків 501(c)(3) корпорація «Клірвотерський шлюп річки Гудзона»(Hudson River Sloop Clearwater, Inc).
Фестиваль, свято річки Гудзон, супроводжується виступами авторів та співаків, артистів, музикантів, які пропонують насолодитись їхніми різнобічними виступами: сучасної, традиційної та національної американської музики, а також танцями, сімейними розвагами та розповідями. Окрім музики та танців, буде проводитись конкурс ремісників, « Ґрін лівін експо»(Green Living Expo), лекції з питань захисту навколишнього середовища, також можна прогулятись гарною набережною. До речі, глядачі мають нагоду заспівати на сцені, заздалегідь записавшись до розкладу.
Окрім самої концертної програми, варто звернути увагу на те, що усі сім сцен працюють на основі екологічно чистого палива, біодизелю; переробку харчових відходів, добровільний захід з приготування їжі та відбір спонсорів- усе це робиться із соціальною відповідальністю в ім'я сталості довкілля. Використання карпулінгу1, велосипедів та громадського транспорту вітається. Фестиваль спеціально облаштований для людей з обмеженими фізичними можливостями і також супроводжується сурдоперекладачами. «Клірвотер»- один із найперших фестивалів, що забезпечив людей з обмеженими можливостями сурдоперекладом. Вже у 2011 році на цьому фестивалі працювало 16 перекладачів. Також на місці проведення заходу надаються певні зручності у вигляді 20 інвалідних візків та місць біля сцени.
Фестиваль був заснований у 1966 році Тоші Сіґер та її чоловіком, народним співаком Пітом Сіґером, які часто на ньому виступали. Протягом багатьох років тут виступали Дженіс Ієн, Арло Ґатрі, Том Пакстон, Мішель Шокт, Тіш Хінойоза, Діззі Ґіллеспі, Пол Вінтер, Одетта, Баффі Сент-Марі, Дар Вільямс, «Зе Скейтелайтс»(The Skatalites), Ані Діфранко, Тадж-Махал, Тоші Рейґон, Крістін Лавін, Стів Ерл, Шон Колвін, Джоан Осборн, «Рейлроуд Ерс»(Railroad Earth), «Донна зе Баффало»(Donna the Buffalo), Баквіт Цайдеко, Джоната Брук, «Драйв-Бай Тракерз»(Drive-By Truckers), «Індіго Гьорлз»(Indigo Girls), Джош Ріттер, Сюзанна Веґа, Йорма Кауконен, Біллі Бреґ, Девід Бромберґ, Пітер Ярроу, «Зе Лоу Енсем»(The Low Anthem), «Зе Феліс Бразерс»(The Felice Brothers), «Панч Бразерс»(Punch Brothers), «Тьюбаб Кревей»(Toubab Krewe), «Зе Форемен»(The Foremen), Джастін Таунз Ерл та ін.
У 2009 році фестиваль був присвячений декільком знаменним подіям: 40-ій річниці спуску на воду шлюпки «Клірвотер» (Clearwater), 90-ій річниці з дня народження Піта Сіґера та 400-річчя від того дня, коли Ґенрі Ґудзон відправився у подорож на судні «Гальф Моон»(Half Moon). Цього року до програми фестивалю додали декілька давніх клірвотерських традицій фольклорного характеру та запросили багато артистів, котрі до того ще жодного разу не виступали на цьому заході. Вперше на цій сцені виступала заслужена вокальна група «Зе Перс'юейдженз»(The Persuasions), «Ґрейс Поттер енд Зе Ноктерналз»(Grace Potter & The Nocturnals), психоделічна рок-група «Доктор Дог»(Dr. Dog), Елвіс Перкінс, Аллан Карл Ньюман, також автори та виконавці пісень Алехандро Есковедо та Еллісон Морер, та блюграс/ джем група «Олд Крау Медсін Шоу»(Old Crow Medicine Show) та «Корнміл»(Cornmeal).
Оскільки цей фестиваль присвячений саме річці Гудзон, відвідувачі мають можливість покататися на каяках, човнах або навіть на таких великих кораблях, як «Клірвотер» (The Clearwater), «Містік Вейлер»(The Mystic Whaler) та «Вуді Гатрі»(The Woody Guthrie).

## Історія фестивалю
Фестиваль бере свій початок власне зі шлюпу «Слуп Клірвотер» (Sloop Clearwater). Аби зібрати гроші на побудову шлюпа, засновники «Клірвотерського шлюпу річки Гудзона», а саме Піт Сіґер та його друзі, влаштовували багато невеликих концертів по збору коштів, передаючи банджо людям для збору пожертвувань в Долині річки Гудзон(Hudson River Valley) та Сенді Хук(Sandy Hook) в Нью-Джерсі. З 1978 року концерти перетворилися на повноцінний фестиваль, який щороку протягом десяти років проводився в парку «Кротон Поінт»(Croton Point). Аж допоки через забрудненість навколишнього середовища, а саме через сміттєзвалище у парку, вони були змушені змінити місце проведення фестивалю на заміський кампус коледжу. Але вже в 1999 році вони знову почали проводити фестиваль в парку та на берегах Гудзона. На 50 річницю фестивалю у 2016 році захід скасували, щоб направити усі кошти на повну реконструкцію шлюпу «Слуп Клірвотер». Вже в 2017 році фестиваль знову проводився, як і раніше.

## Мета фестивалю
Фестиваль «Відродження великої річки Гудзон» проводиться некомерційною, спонсорською організацією з питань захисту навколишнього середовища, корпорацією «Клірвотерський шлюп річки Гудзон» з метою збору коштів, донесення до людей факту тяжкого становища річки та землі, об'єднання людей навколо річки. Увесь прибуток направлений на підтримку дослідження, навчання, збереження та захист річки, її приток та людей, що проживають в долині Гудзона.
Під час фестивалю можна відвідати інноваційну Клірвотерську школу Нової річки Гудзон (Clearwater's New Hudson River School), яка вже надала можливість більше, ніж 430,000 молодим та більше, ніж 250,000 дорослим людям дізнатися про чудеса Гудзона прямо на борту шлюпа «Слуп Клірвотер».
1сувмісне використання приватного авто за допомогою онлайн-сервісів пошуку попутників